# Rejestrator parametrów lotu

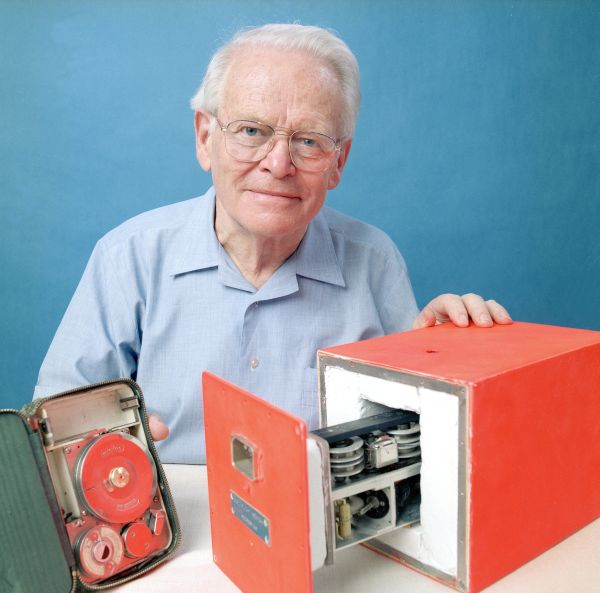
Dave Warren – wynalazca „czarnej skrzynki” z jej prototypem

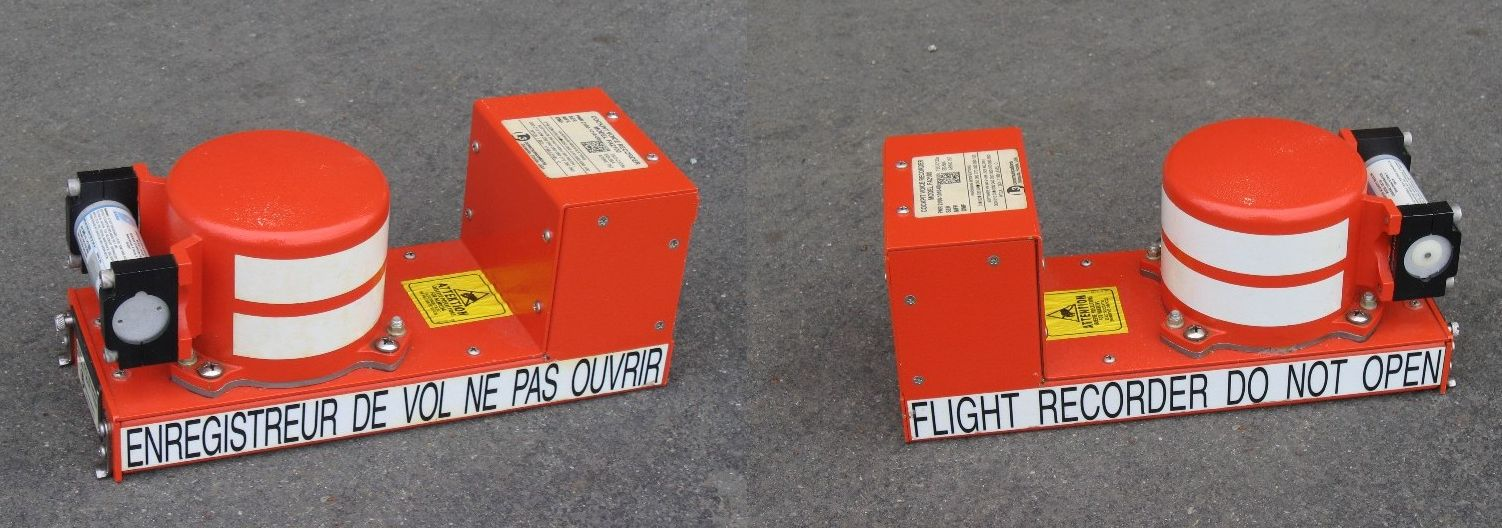
Rejestrator dźwięków w kokpicie

Rejestrator parametrów lotu (ang. flight recorder), potocznie: czarna skrzynka – urządzenie rejestrujące zainstalowane w statku powietrznym w celu ułatwienia badania wypadków/incydentów lotniczych.
Urządzenie rejestruje dane związane z lotem samolotu i zaprojektowane jest w sposób zwiększający możliwość przetrwania wypadku lotniczego. Zapis ten wykorzystywany jest w celu ustalenia przyczyn i przebiegu nienormalnego zachowania samolotu (w szczególności po wypadku do badania jego przyczyn). Nie każdy rejestrator danych znajdujący się w samolocie jest „czarną skrzynką” (stosowane są też, na przykład, rejestratory serwisowe).

## Historia
Pierwsze urządzenia rejestrujące parametry lotu montowano już podczas II wojny światowej, głównie w bombowcach. „Czarną skrzynkę” instalowaną obecnie w samolotach cywilnych wynalazł w Melbourne Australijczyk David Warren.

## Opis techniczny
Rejestratory awaryjne konstruuje się tak, aby były zdolne przetrwać wypadek. Aktualnie powinny one wytrzymać przeciążenia rzędu 3400 g (33 km/s²), a także zanurzenie na głębokość 6 kilometrów i temperaturę 1100 °C przez 60 minut. Starsze modele zapisywały parametry lotu w postaci rowka żłobionego w przesuwającej się taśmie aluminiowej. Większość dzisiejszych rejestratorów współpracuje z taśmą magnetyczną. Najnowsze konstrukcje zapisują dane w układach scalonych (brak zawodnych części mechanicznych) i jest to od 300 do ponad 1000 różnych parametrów.
Wbrew nazwie obudowa „czarnej skrzynki” jest najczęściej malowana na pomarańczowo, żeby łatwiej było ją odszukać wśród szczątków samolotu. Czasem jest barwy żółtej lub czerwonej. Powinna mieć także urządzenie naprowadzające.

## Rozmieszczenie rejestratorów w samolocie
Zwykle na pokładzie samolotu zainstalowane są: rejestrator danych lotu (FDR, od ang. flight data recorder) i rejestrator dźwięków w kokpicie (CVR, od ang. cockpit voice recorder), umieszczone są, w zależności od typu samolotu, w miejscu dającym największe szanse na przetrwanie podczas katastrofy, najczęściej w okolicach ogona.

## Procedura odczytu
Miejsce wypadku zwykle bada komisja, złożona z przedstawicieli linii lotniczych, których samolot uległ wypadkowi, przedstawicieli służb ratowniczych oraz innych (jeśli na przykład zachodzi podejrzenie, że wypadek był wynikiem przestępstwa). Znalezione rejestratory są zabezpieczane, a następnie komisyjnie otwierane. Odczytane dane wraz z odtworzonymi rozmowami w kabinie pilotów pomagają ustalić przyczyny i przebieg wypadku. Komisja przedstawia raport, który opisuje przebieg zdarzeń, podaje przyczyny, wskazuje ewentualnych winnych oraz zaleca działania, jakie należy przedsięwziąć, aby tego typu wypadek się nie powtórzył.
Rejestrator to zestaw urządzeń, których parametry są określone przepisami – przykładowo dla statków powietrznych w Unii Europejskiej stosuje się EASA PART 23, 25 i 29. Przepisy te określają, jakie parametry, z jaką dokładnością i częstotliwością oraz przez jaki czas muszą być zapisywane dla danego typu statku powietrznego, w zależności od jego zastosowania.
Źródłami informacji rejestratora pokładowego są czujniki i inne urządzenia bloku zbierania i porządkowania informacji, zwanego digital flight data acquisition unit (DFDAU, po polsku „blok akwizycji”), oraz urządzenia zapisującego informacje, zwanego digital flight data recorder (DFDR).
W skład rejestratora coraz częściej wchodzi również rejestrator eksploatacyjny lub szybkiego dostępu (QAR, od ang. quick access recorder), ewentualnie w wersji z pamięcią półprzewodnikową (QAR SSQAR, od ang. solid-state quick access recorder). Pierwszy na świecie SSQAR skonstruowała w roku 1987 polska firma TTM (znana dziś jako ATM) i w latach 1988–1990 zainstalowano go we wszystkich samolotach PLL LOT, a następnie czeskich linii lotniczych.

## Zastosowanie
Obecnie „czarne skrzynki” montowane są nie tylko w samolotach (wojskowych oraz cywilnych), ale także instaluje się je w pociągach, ciężarówkach i samochodach osobowych. Dla przykładu, specjalnie przystosowana wersja SSQAR pracuje w wagonach warszawskiego metra.